# IC 4997
IC 4997 ist ein planetarischer Nebel im Sternbild Pfeil, welches von der Astronomin Williamina Fleming im Jahre 1896 entdeckt wurde.